# Johan Van Mechelen
Johan Van Mechelen (Mechelen, 27 december 1925 - Gent, 1 december 2007), pseudoniem van Johan De Wit, was een Vlaams dichter, essayist, kunstcriticus en uitgever. 

## Levensloop
De Wit studeerde Grieks-Latijnse humaniora aan het Sint-Romboutscollege in Mechelen en volgde lessen in het Centrum voor Productiviteitsstudies en -onderzoek in Gent (nadien Vlerick School geworden).
Beroepshalve werd hij bankier en promoveerde tot directeur. Vanaf 1945 woonde hij achtereenvolgens in Oostakker, Mariakerke, Gent, Sint-Amandsberg en Mariakerke.

## Letterkundige
Hij was voornamelijk dichter. Poëziecriticus Rudolf van de Perre beschreef hem als de zoekende geest, die hoopt zijn bestemming te vinden. Zijn poëzie was naar vorm zowel als naar inhoud als klassiek te omschrijven. Onder de thema's die hij behandelde vond men zijn geloof in God, de geborgenheid in het gezin, de Vlaamsgezindheid, het onrecht in de wereld, de tegenstellingen vreugde-verdriet en droom-werkelijkheid.
Hij was verder ook:
- medestichter (1947) en voorzitter van het Erasmusgenootschap, een volkshogeschool van algemeen-Nederlandse strekking. Dit genootschap was betrokken bij de organisatie van de Nederlandse Congressen die in 1949 en 1960 in Gent doorgingen.
- secretaris van de Vereniging van Katholieke Oost-Vlaamse Schrijvers (1950-1952).
- redacteur van het tijdschrift Nieuwe stemmen (1949-1956).

Als hoofdredacteur en uitgever publiceerde hij van verschillende auteurs in de reeks De Hoorn (1953-1959) twintig poëziebundels, vier bloemlezingen en twee essays.

## Publicaties
Van hem verschenen vijftien dichtbundels, waaronder:
- De ring (1956).
- De glazen wand (1964).
- Silhouetten (1967). Bekroond met de Arthur Merghelynckprijs van de Koninklijke Vlaamse Academie voor Taal- en Letterkunde.

Als essayist schreef hij o.m.
- Het woord in de poëzie (1956).
- Paul de Ryck (1977).
- Vlaamse begijnhoven : in schemelheyt der maeghtlykheydt (catalogus tentoonstelling, 1983).
- Filip de Pillecyn, 1891-1962 (catalogus tentoonstelling) (1987).